# Christianne Gout
Christianne Gout est une actrice et danseuse mexicaine qui commença sa carrière dans une série télévisée mexicaine Nada personal et se fit surtout connaître comme héroïne du film Salsa.

## Biographie
Petite fille de Christiane Grautoff, fille d'Andrea Valeria, astrologue internationalement connue et sœur de l'écrivain et producteur Leopoldo Gout et du réalisateur et producteur Everardo Gout.

## Filmographie

### Cinéma
- 2000 : Salsa

### Télévision
- 1996 à ... : Nada personal (série télévisée mexicaine de 400 épisodes de 60 min - 1996 à ...), elle y reprend le rôle de Camila de los Reyes en 1997
- 1998 : Fibra óptica (Optic Fiber, titre US)
- 1998 : Agence Acapulco (Acapulco H.E.A.T.) (série télévisée américano-canadienne)
- 1999 : Undercurrent : Illiana Vasquez